# Krampfhaft kriminell
Krampfhaft kriminell ist das Debütalbum des deutschen Rappers Bonez MC. Es erschien am 16. November 2012 über das Hamburger Independent-Label Toprott Muzik und wird von Distributionz und Soulfood vertrieben.

## Produktion
Das Album wurde fast komplett von dem Musikproduzenten CostaTitan produziert. Lediglich die Instrumentals zu den Liedern 1Fach1Genie und Die Geister die ich rief stammen von T.O.B. bzw. Sesch Beatz.

## Covergestaltung
Das Albumcover wurde von Young Gun Grfx designt. Es zeigt Bonez MC, der eine Wasserpistole in der Hand hält, ein Tuch mit der Aufschrift 187 Strassenbande vor dem Mund trägt und eine rote Baseballkappe mit dem Schriftzug Toprott trägt. Im Hintergrund sind u. a. Polizeiwagen und -hubschrauber sowie ein Kampfhund und eine mit Graffiti bemalte Mauer zu sehen. Am oberen Bildrand befindet sich der gold-silberne Schriftzug Bonez MC und am unteren Rand steht der Titel Krampfhaft kriminell in Orange.

## Gastbeiträge
Auf drei Liedern des Albums treten neben Bonez MC weitere Künstler in Erscheinung. So hat das 187 Strassenbande-Mitglied Maxwell einen Gastauftritt im Song Supersoakerdriveby, während die Rapper Capuz und Waddah auf Heftiges Teil zu hören sind. Der Titel Schnauze ist eine Kollaboration mit den Rappern Sa4 und AchtVier, die ebenfalls zur 187 Strassenbande gehören bzw. gehörten.

## Titelliste
| #  | Titel                      | Gastmusiker   | Produzent   | Länge |
| -- | -------------------------- | ------------- | ----------- | ----- |
| 1  | Intro                      |               | CostaTitan  | 1:21  |
| 2  | Mein Leben                 |               | CostaTitan  | 2:46  |
| 3  | Zahlen an der Wand         |               | CostaTitan  | 3:41  |
| 4  | Geile Zeit                 |               | CostaTitan  | 2:51  |
| 5  | Willkommen in der Realität |               | CostaTitan  | 2:54  |
| 6  | Die Geister die ich rief   |               | Sesch Beatz | 3:23  |
| 7  | Zeitdruck                  |               | CostaTitan  | 2:51  |
| 8  | 1Fach1Genie                |               | T.O.B.      | 3:21  |
| 9  | Supersoakerdriveby         | Maxwell       | CostaTitan  | 3:39  |
| 10 | Krasse Menschen            |               | CostaTitan  | 3:28  |
| 11 | Interlude                  |               | CostaTitan  | 1:11  |
| 12 | Meine Olle                 |               | CostaTitan  | 2:58  |
| 13 | Komm ran                   |               | CostaTitan  | 3:24  |
| 14 | Bonez ist im Haus          |               | CostaTitan  | 2:33  |
| 15 | Heftiges Teil              | Capuz, Waddah | CostaTitan  | 3:12  |
| 16 | Schnauze                   | Sa4, AchtVier | CostaTitan  | 3:38  |
| 17 | Glüxxxtag                  |               | CostaTitan  | 3:44  |
| 18 | Schicht im Schacht         |               | CostaTitan  | 2:54  |
| 19 | Mir egal / Überfall        |               | CostaTitan  | 3:27  |

## Chartplatzierungen und Singles
Krampfhaft kriminell stieg am 30. November 2012 für eine Woche auf Platz 60 in die deutschen Albumcharts ein, was für Bonez MC die erste Chartplatzierung seiner Karriere bedeutete.
| ChartsChartplatzierungen | Höchstplatzierung | Wochen |
| ------------------------ | ----------------- | ------ |
| Deutschland (GfK)        | 60 (1 Wo.)        | 1      |

Es wurden Musikvideos zu den Liedern 1Fach1Genie, Zahlen an der Wand und Mir egal / Überfall veröffentlicht.

## Rezeption
Auf rap.de wurde Krampfhaft kriminell insgesamt durchschnittlich bewertet. Das Album weise „Schatten- und Sonnenseiten“ auf. So werden vor allem der häufige Einsatz von Auto-Tune (z. B. in Mein Leben) und die „kitschigen“ Partylieder kritisiert, während Songs mit „direktem, harten Straßenrap, der direkt in die Fresse geht“, wie Komm ran und Bonez ist im Haus, positiv hervorgehoben werden.